# Franz Exner (filosof)

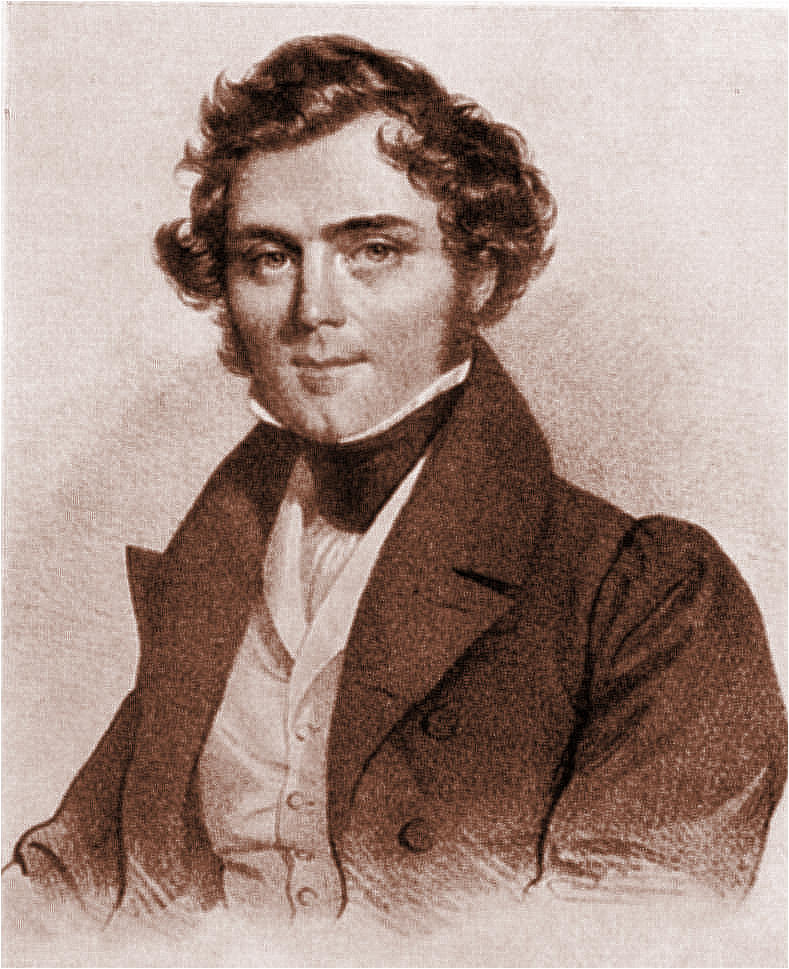
Franz Serafin Exner.

Franz Serafin Exner, född den 28 augusti 1802 i Wien, död den 21 juni 1853 i Padua, var en österrikisk filosof, far till Adolf, Karl, Franz och Siegmund Exner.
Exner utövade 1832-45 stort inflytande som professor i filosofi i Prag, var sedermera ministerialråd i det österrikiska undervisningsministeriet och avböjde två gånger anbudet att bli undervisningsminister. 
1848 blev han medlem av kejserlig akademien i Wien. Exner var en framstående anhängare av den herbartska filosofin och bidrog mycket till störtandet av den hegelska skolans anseende.